# Jomppalanjärvi
Jomppalanjärvi är en sjö i Finland. Den ligger i kommunen Utsjoki i landskapet Lappland, i den norra delen av landet, 1 100 km norr om huvudstaden Helsingfors. Jomppalanjärvi ligger 74,7 meter över havet. Arean är 47,8 hektar och strandlinjen är 7,82 kilometer lång. Sjön  ingår i Tana älvs huvudavrinningsområde. 